# Pleasant Hill (Californie)
Pour les articles homonymes, voir Pleasant Hill.
Pleasant Hill est une municipalité du comté de Contra Costa située dans l'État de Californie, aux États-Unis. Au recensement de 2020, la ville avait une population totale de 34 613 habitants.

## Géographie

### Villes voisines
| Martinez  | Pacheco       | Concord      |
|           | Pleasant Hill | Concord      |
| Lafayette | Walnut Creek  | Walnut Creek |

## Transport

### Autoroute
- Interstate 680

## Démographie
| 1950  | 1960   | 1970   | 1980   | 1990   | 2000   |
| ----- | ------ | ------ | ------ | ------ | ------ |
| 5 686 | 23 844 | 24 610 | 25 547 | 31 585 | 32 837 |

| 2010   | 2020   | - | - | - | - |
| ------ | ------ | - | - | - | - |
| 33 152 | 34 613 | - | - | - | - |

## Jumelages
- Chilpancingo,  Mexique